# Matt Watkins
Matthew „Matt“ Watkins (* 22. November 1986 in Aylesbury, Saskatchewan) ist ein ehemaliger kanadischer Eishockeyspieler, der im Verlauf seiner aktiven Karriere zwischen 2005 und 2016 unter anderem 326 Spiele in der American Hockey League (AHL) auf der Position des Centers bestritten hat. Darüber hinaus absolvierte Watkins eine Partie für die Phoenix Coyotes in der National Hockey League (NHL).

## Karriere
Watkins spielte bis zum Jahr 2005 im unterklassigen System des kanadischen Junioreneishockeys und kam dabei zu Einsätzen für die Humboldt Broncos in der Saskatchewan Junior Hockey League (SJHL) sowie Vernon Vipers in der British Columbia Hockey League (BCHL). Nachdem der Stürmer in der Saison 2004/05 für die Vipers in der BCHL gespielt und dabei in 60 Spielen insgesamt 74 Scorerpunkte gesammelt hatte, wurde er im NHL Entry Draft 2005 in der fünften Runde an 160. Stelle von den Dallas Stars aus der National Hockey League (NHL) ausgewählt. Im Anschluss an den Draft begann der Kanadier ab dem Sommer 2005 ein Studium an der University of North Dakota. Parallel zu seiner akademischen Ausbildung lief Watkins in den folgenden vier Jahren für die Eishockeymannschaft der Universität in Spielbetrieb der National Collegiate Athletic Association (NCAA) auf. Mit der Mannschaft gewann er am Ende seiner Rookiesaison 2005/06 die Divisionsmeisterschaft der Western Collegiate Hockey Association (WCHA) in Form der Broadmoor Trophy. Zum Abschluss seines Studiums im Frühjahr 2009 fand sich Watkins im All-Academic Team der WCHA wieder.
Zur Saison 2009/10 wechselte der Angreifer in den Profibereich. Nachdem die Dallas Stars in den vorangegangenen vier Jahren von einer Verpflichtung abgesehen hatten, erhielt der Free Agent Ende September 2009 einen Vertrag bei den Phoenix Coyotes aus der National Hockey League (NHL). Die Coyotes setzten ihn in den folgenden drei Jahren in ihren Farmteams ein. Zunächst spielte Watkins für die Las Vegas Wranglers in der ECHL und die San Antonio Rampage in der American Hockey League (AHL), ehe er nach dem Wechsel des AHL-Kooperationspartners in der Spielzeit 2011/12 bei den Portland Pirates eingesetzt wurde. Im Verlauf dieses Spieljahres kam der Mittelstürmer auch zu seinem einzigen NHL-Einsatz für Phoenix. Nach der Saison verlängerte das Franchise den Vertrag mit Watkins allerdings nicht, sodass dieser – abermals als Free Agent – im Juli 2012 in die Organisation der New York Islanders wechselte. Dort spielte er die gesamte Saison 2012/13 bei deren Farmteam Bridgeport Sound Tigers in der AHL. Dort fungierte er als Mannschaftskapitän. Zur Spielzeit 2013/14 wechselte Watkins erneut als vertragsloser Spieler zu den Washington Capitals, von denen er bei den Hershey Bears eingesetzt wurde.
Zur Saison 2014/15 wechselte der Kanadier erstmals in seiner Karriere nach Europa, wo er sich den Vienna Capitals aus der österreichischen Erste Bank Eishockey Liga (EBEL) anschloss. Mit der Mannschaft erreichte er am Saisonende die Vizemeisterschaft, nachdem die Mannschaft in den Finalspielen der Meisterschaft dem EC Red Bull Salzburg unterlegen war. Trotz des Erfolgs, zu dem Watkins in 15 Playoff-Spielen elf Scorerpunkte beigesteuert hatte, verließ er den Klub wieder. Das Spieljahr 2015/16 verbrachte Watkins daher in der finnischen Liiga bei KooKoo aus Kouvola. Im Anschluss beendete der 29-Jährige seine Profikarriere und trat in der Folge ausschließlich im kanadischen Amateureishockey in Erscheinung.

## Erfolge und Auszeichnungen
- 2006 Broadmoor-Trophy-Gewinn mit der University of North Dakota
- 2009 WCHA All-Academic Team
- 2015 Österreichischer Vizemeister mit den Vienna Capitals

## Karrierestatistik
(Legende zur Spielerstatistik: Sp oder GP = absolvierte Spiele; T oder G = erzielte Tore; V oder A = erzielte Assists; Pkt oder Pts = erzielte Scorerpunkte; SM oder PIM = erhaltene Strafminuten; +/− = Plus/Minus-Bilanz; PP = erzielte Überzahltore; SH = erzielte Unterzahltore; GW = erzielte Siegtore; 1 Play-downs/Relegation; Kursiv: Statistik nicht vollständig)